# Azekuradzukuri

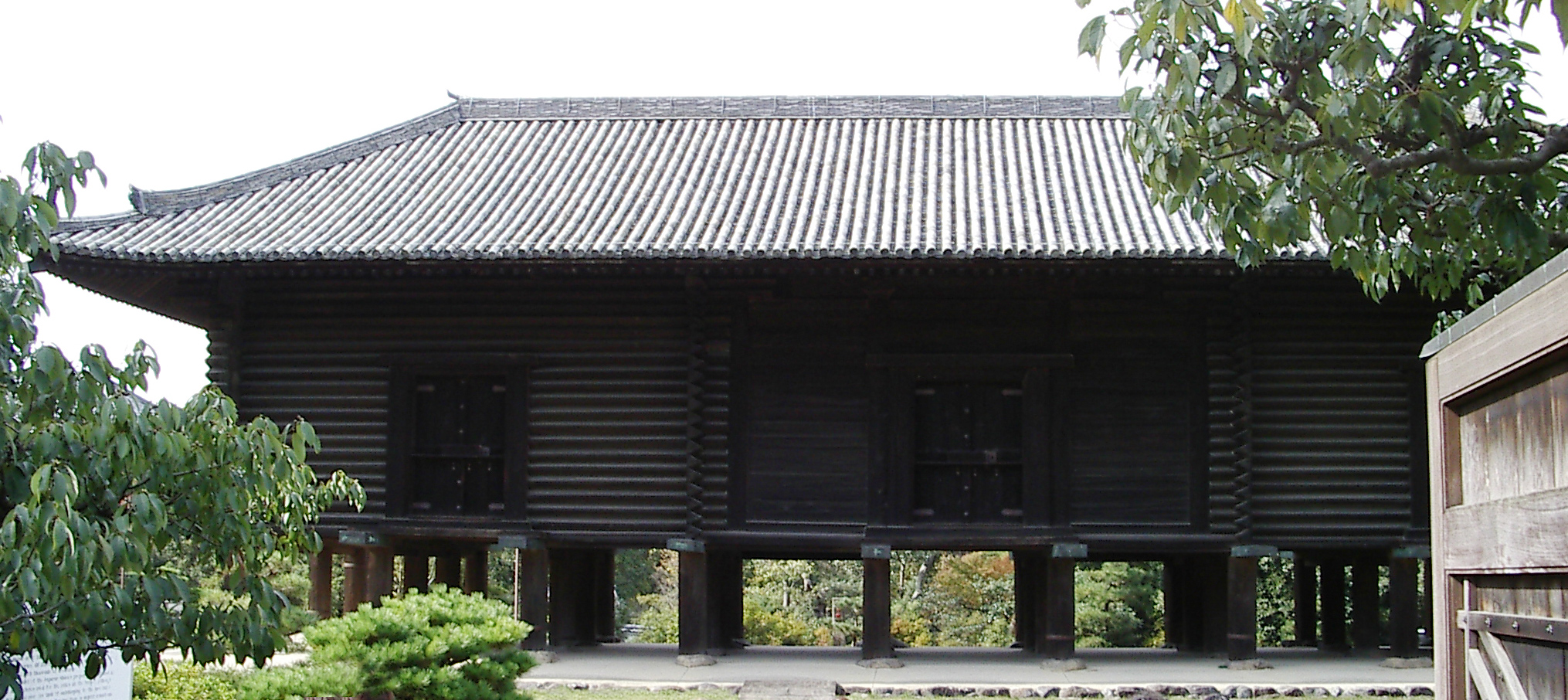
Chính thảng viện, xây dựng khoảng năm 759, là cấu trúc azekura-zukuri lâu đời nhất còn tồn tại.

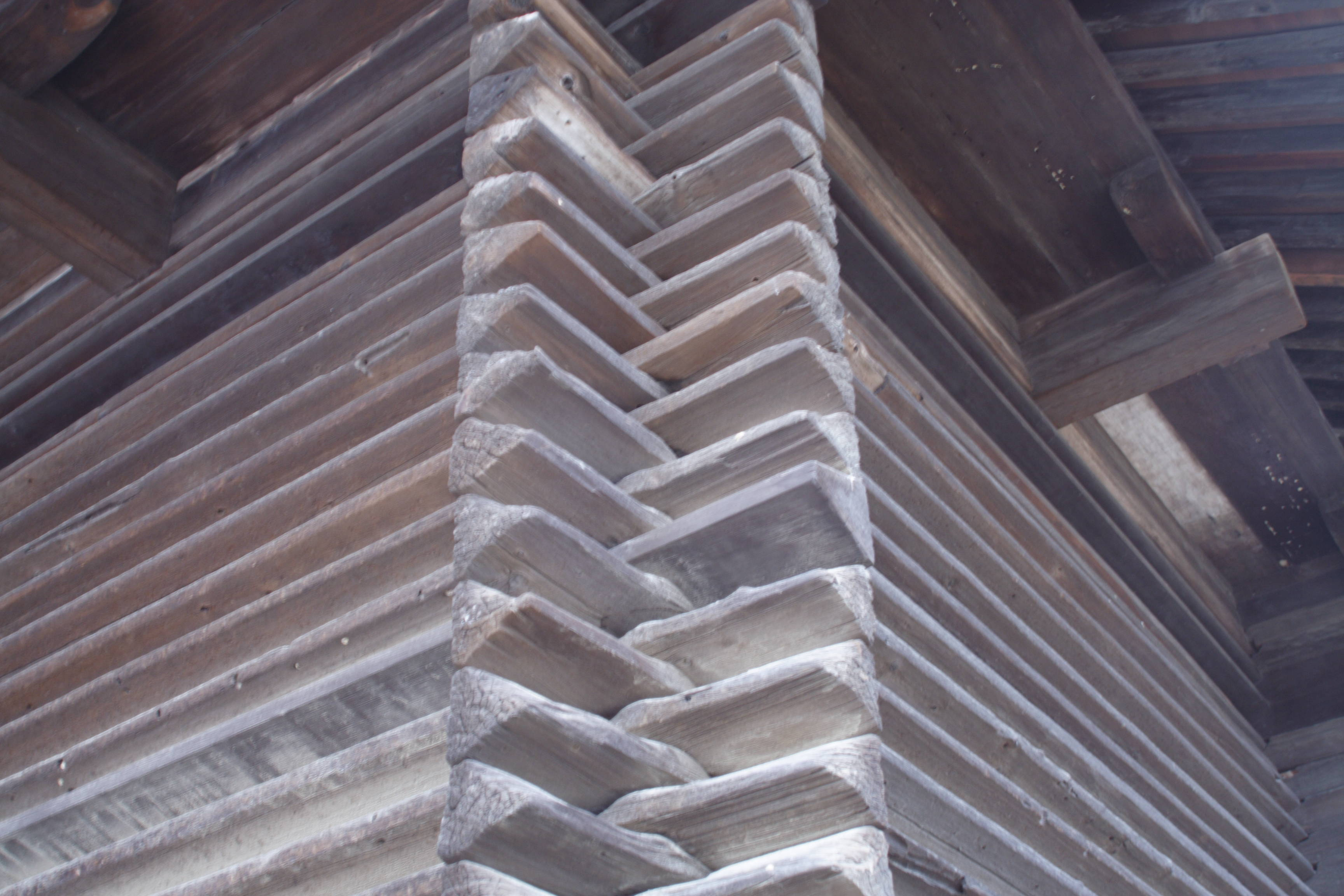
Chi tiết lắp đặt dầm góc nhà ở Đông Đại tự

Azekuradzukuri (校倉造 (Hiệu thảng tạo)) hay azekura là một phong cách kiến trúc Nhật Bản xây dựng bằng gỗ đơn giản, dùng cho nhà kho kiểu Nhật (kura), vựa lúa và nhiều cấu trúc tiện dụng truyền thống khác. Phong cách này có từ những thế kỉ đầu Công nguyên, chẳng hạn như trong thời kì Di Sinh hoặc Cổ Phần. Phong cách này được đặc trưng bởi những cấu trúc gỗ ghép nối, có mặt cắt ngang hình tam giác và thường xây bằng gỗ cây bách.